# Presbytis natunae
Presbytis natunae là một loài động vật có vú trong họ Cercopithecidae, bộ Linh trưởng. Loài này được Thomas & Hartert mô tả năm 1894.